# Пашня (Иркутская область)
Па́шня — посёлок в Киренском районе Иркутской области. Входит в Макаровское муниципальное образование.
Находится на правом берегу реки Лена, в 11 км к северо-востоку от центра сельского поселения, села Макарово.

## Население
| 2002 | 2010 | 2011 | 2012 |
| ---- | ---- | ---- | ---- |
| 53   | ↘16  | →16  | ↗17  |